# معادل موضوعي

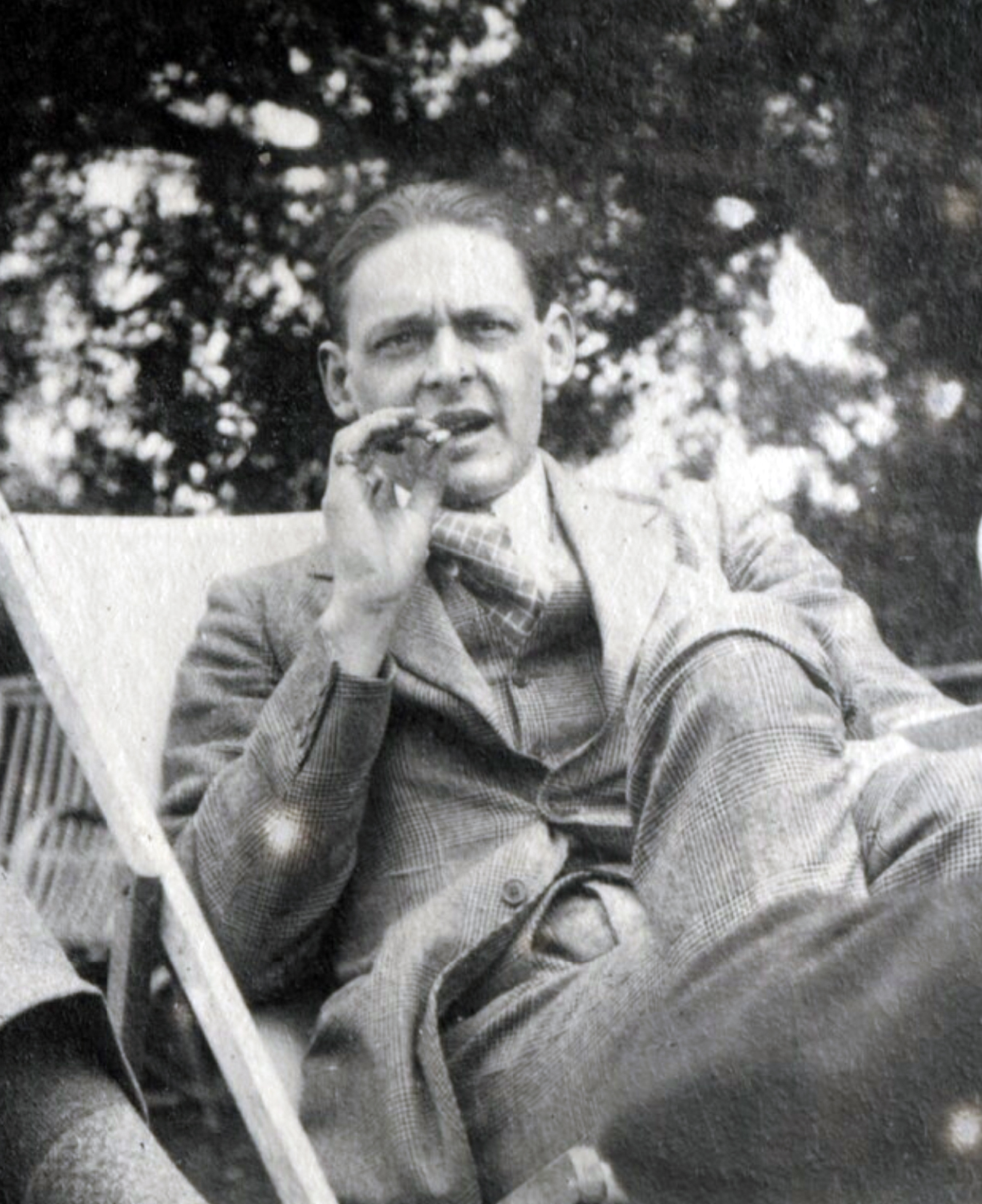

المعادل الموضوعي (بالإنجليزية: Objective correlative)‏ مصطلح نقدي يُشير إلى الأداة الرمزية المستخدمة للتعبير عن مفاهيم مجردة كالعواطف. يوفر مصطلح المعادل الموضوعي عنواناً للطريقة التي يقدم بها الفن مجموعة من التمثيلات التي قد لا يُصرحُ بالعاطفة فيها، لكنها - التمثيلات - تعبر عن هذه العواطف.

## تاريخ المصطلح
على الرغم من أن المصطلح قد انتشر بسبب مقالة تي. إس. إليوت «هملت ومشاكله»، إلا أنه قد ظهر من قبل على يد واشنطن ألستون الذي قدمه في محاضراته عن الفن ضمن سلسلة محاضراته: «مقدمة في الخطاب» حوالي 1840.
| معادل موضوعي | من المؤكد أن العناصر غير العضوية المحيطة كالهواء والتراب والحرارة والماء تنتج صيغها المميزة. رغم أن بعضها، وقد تكون كلها، عناصر أساسية، فإنها معرفة بمعادِلاتٍ محددة سلفاً، ومن دون هذه المعادلات، فإن وجود هذه العناصر قد لا يكون جلياً. وبطريقة مماثلة، فإن الشكل المميز للخضار يوجد من قبل في حياتها وفي فكرتها ليتطور بواسطة نسيجها الحيوي إلى شكلها العضوي الملائم. لا يستطيع أي تعديل لدرجات أو ملائمة هذه العناصر تغيير شكل النبات المحدد - فلا يستطيع تغيير الملفوف إلى قرنبيط مثلاً، فالملفوف ينبغي أن يظل كذلك، صغيراً كان أم كبيراً، جيداً أم سيئاً. وكذلك يكون العالم الخارجي بالنسبة للعقل، الذي يحتاج للتعبير عنه إلى مُعادلٍ موضوعي. ومن هنا فإن وجود بعض المواضيع الخارجية المحددة سلفاً لتتواصل مع فكرة موجودة مسبقاً في قوتها الحية ضروري لتطوير هذه الفكرة وتوليد العاطفة المطلوبة. | معادل موضوعي |

يستخدم إليوت هذا المصطلح ليشير تحديداً إلى الآلية الفنية التي تُستثار بها عواطف الجمهور المستهدف بالعمل الفني:
| معادل موضوعي | الطريقة الوحيدة للتعبير عن العواطف بشكلٍ فني تكمن في إيجاد "معادل موضوعي" لها، وبكلمات أخرى: مجموعة من الأشياء، وضع، سلسلة من الأحداث التي ينبغي أن تكون الصيغة الفنية لهذه العاطفة المطلوبة، بحيث تُستثار العاطفة مُباشرة بمجرد أن تُعطى هذه الحقائق الخارجية المحددة في التجربة الشعورية. | معادل موضوعي |

وبسبب هذا المفهوم وصف إليوت مسرحية هملت لشكسبير بأنها: «فشلٌ فني بالقطع». فعواطف هملت القوية «تجاوزت الحقائق المعطاة في المسرحية»، مما يعني أنها لم تكن مدعومة «بمعادل موضوعي» ملائم. يُقر إليوت بأن هذه الظروف «شيء يعرفه كل إنسانٍ حساسٍ»، لكن تمثيل حساسية هملت درامياً أثبت كونه أكبر من قدرة شكسبير الفنية.

## نظرية المعادل الموضوعي
ارتباط نظرية المعادل الموضوعي بالأدب تطور عن طريق كتابات تي. إس. إليوت بشكلٍ كبير، وعادة ما يُربط إليوت بالتفسير الشكلاني للأدب. ولتعريف المعادل الموضوعي فقد استخدم إليوت رؤيته لخلل بناء مسرحية هملت الدرامي الذي يكمن في أن عواطف شخصية هاملت قد تجاوزت الحقائق الدرامية للمسرحية. وفي نفس السياق ينص إليوت على أن "الحتمية الفنية تكمن في ملائمة الجو الخارجي التامة للعاطفة". ووظيفة المعادل الموضوعي تكمن في التعبير عن عواطف الشخصيات عن طريق العرض أكثر من وصف المشاعر، كما وضحه أفلاطون وأشار إليه بيتر باري في كتابه نظرية البداية: مقدمة إلى النظرية الأدبية والثقافية باعتباره "أكثر بقليل من التقسيم القديم (الذي أنشأه أفلاطون) بين التمثيل والمحاكاة. ووفقاً للنقد الشكلاني، فإن خلق العاطفة عن طريق العناصر والأدلة الخارجية المرتبطة لتشكيل معادل موضوعي ينبغي أن يفصل المؤلف عن شخصيات العمل الفني، ويؤدي إلى وحدة العاطفة في العمل.

## نقد المعادل الموضوعي
ينتقد ميخائيل ويتكوسكي المعادل الموضوعي في مقالته: «القارورة غير الموجودة والبطة التي لا يُمكن أن تُسمع: المعادل الذاتي في الرسائل التجارية». فيقول إن المعادل الموضوعي أيضاً يسمح بإقامة صلاتٍ أكثر تجريداً وأقل مباشرة. كذلك، يعيب نظرية إليوت افتراضه بأن نيات الكاتب المتعلقة بالتعبير الفني ستفهم مباشرة، كما يقتبس ديفد إيه. غولدفارب عن بالاتشاندرا راجان في «المراجع الجديدة في نظرية الأدب»: «يجادل إليوت بوجود معادلة لفظية لأي حالة عاطفية تستثير تلك العاطفة وحدها عندما تُستخدم».

## وصلات خارجية
- المعادل الموضوعي في موسوعة الأدب (بالإنكليزية)